# Kutir-Nahhunte I
Kutir-Nahhunte I was koning van Elam ca. 1730-1700 v.Chr.

## Babylon
Kutir-Nahhunte I behaalde een overwinning op Samsu-iluna (ca. 1749 - ca. 1712 v.Chr.), koning van Babylon en zoon van Hammurabi, en wist een grote buit te bemachtigen uit Babylon.

## Contacten met Dilmun
In zijn tijd onderhield Susa handelsbetrekkingen met Dilmun, met name het eiland Failaka. Er is een document dat uit zijn regeringstijd dateert en dat verwijst naar 17,5 minas zilver die aan de Dilmunieten geleverd werd. Of die deel was van een handelsovereenkomst of dat het om schatting gaat is niet duidelijk. Er is ook een inscriptie die verwijst naar de bouw van een tempel voor Inzak in Susa en dit is de hoofdgod van het Dilmunische pantheon. Er zijn ook een aantal persoonsnamen met het element Inzak in deze periode in Elam.